# Pound Puppies – Der Pfotenclub
Pound Puppies – Der Pfotenclub ist eine US-amerikanisch-kanadische Zeichentrickserie und hatte am 10. Oktober 2010 in den USA Premiere auf dem Sender The Hub. Die Serie ist eine Neuverfilmung der beliebten Wauzis aus den 1980er Jahren. Die Deutsche Erstausstrahlung war am 29. Mai 2012 auf dem Disney Channel und läuft seitdem durchgehend. Vom 16. November 2012 bis 2. Januar 2013 lief die erste Staffel ebenfalls auf dem KiKA. Seit 2020 läuft die Serie auf Super RTL. Die Serie wurde von den Hasbro Studios produziert. Die Animation der ersten 7 Episoden wurde von 9 Story Entertainment produziert, den Rest der Serie übernahm die Firma Studio B Productions, die ebenfalls die Animation der erfolgreichen Hasbro-Serie My Little Pony – Freundschaft ist Magie produziert haben.
Am 9. Juli 2012 wurde bekanntgegeben, dass die Serie einer der Gewinner des CINE Golden Eagle Award ist.

## Handlung
„Selbst ist der Hund“, denken sich Lucky und seine vierbeinigen Kumpel und gründen den „Pfotenclub“. Die geheime Bande setzt alles daran, im Tierheim Gutes zu tun und einsame Hunde an fürsorgliche Menschen zu vermitteln.
Mischlingshund Lucky, Boxerhündin Cookie, der etwas verschlafene Hütehund Zottel, Dackel Strudel und der mutige Chihuahua Knurri leben im Tierheim. Die Freunde mit der kalten Schnauze haben eine Untergrundorganisation gegründet. Sie wollen Neuankömmlinge so schnell wie möglich an den passenden Menschen vermitteln. Dies klappt nur unter strengster Geheimhaltung und unter Mithilfe einer Gruppe eingeweihter Eichhörnchen. Das Motto dieser geheimen Organisation mit dem Namen „Der Pfotenclub“ lautet: „Ein Hund für jeden Menschen, ein Mensch für jeden Hund“. Kaum ist ein neues Hundebaby eingetroffen, schon heckt der Pfotenclub einen schlauen Plan aus, um den Welpen zu vermitteln.

## Synchronisation
Die deutsche Synchronfassung entstand bei der SDI Media Germany GmbH in Berlin. Dabei war Jürgen Wilhelm zuständig für Dialogbuch und -regie.
| Rolle                     | Originalsprecher    | Deutscher Sprecher |
| ------------------------- | ------------------- | ------------------ |
| Agathe Vonderleine        | Betty White         | Joseline Gassen    |
| Leonard Vonderleine       | Rene Auberjonois    | Bernd Vollbrecht   |
| Cookie                    | Yvette Nicole Brown | Heike Schroetter   |
| Flummi                    | Brooke L. Goldner   | Ilona Otto         |
| Gerald, der Bürgermeister | Dabney Coleman      | Bodo Wolf          |
| Knurri                    | Michael Rapaport    | Lutz Schnell       |
| Lucky                     | Eric McCormack      | Thomas Schmuckert  |
| Olaf                      | M. Emmet Walsh      | Jürgen Kluckert    |
| Strudel                   | Alanna Ubach        | Anke Reitzenstein  |
| Zottel                    | John DiMaggio       | Tom Deininger      |
| Törtchen                  | Cree Summer         | Cathlen Gawlich    |

## Deutsche DVD-Veröffentlichung
Die deutschen DVDs zur Serie werden von der Edel SE unter deren Label EDEL:kids veröffentlicht, die ebenfalls eine Hörspielreihe, basierend auf der Serie produzieren.
| Titel                    | VÖ-Datum          | Kurzinformationen                                                                         | FSK         |
| ------------------------ | ----------------- | ----------------------------------------------------------------------------------------- | ----------- |
| Willkommen im Pfotenclub | 23. November 2012 | Enthält die Folgen: Willkommen im Pfotenclub, Zottels Schwester Flummi, Dolly der General | ab 0 Jahren |
| Der Schrottplatz-König   | 23. November 2012 | Enthält die Folgen: Knurris Doppelgänger, Der Tatzenclub, Der Schrottplatz-König          | ab 0 Jahren |
| Applaus für Strudel      | 22. Februar 2013  | Enthält die Folgen: Musterschülerin Flummi, Freche Fünflinge, Applaus für Strudel         | ab 0 Jahren |
| Die Rettungsaktion       | 22. Februar 2013  | Enthält die Folgen: Die Rettungsaktion, Der Kojote, Vom Pech verfolgt                     | ab 0 Jahren |